# مزرعه پنج چاه
مزرعه پنج چاه یک منطقهٔ مسکونی در ایران است که در دهستان ایزدخواست غربی واقع شده‌است. مزرعه پنج چاه ۲۱۰ نفر جمعیت دارد.